# Ангвиларезе-Коле Дуе Пини (Рим)
Ангвиларезе-Коле Дуе Пини је насеље у Италији у округу Рим, региону Лацио.
Према процени из 2011. у насељу је живело 445 становника. Насеље се налази на надморској висини од 160 м.